# Enytus eureka
Enytus eureka är en stekelart som först beskrevs av William Harris Ashmead 1890.  Enytus eureka ingår i släktet Enytus och familjen brokparasitsteklar. Inga underarter finns listade i Catalogue of Life.